# Саббьо-Кьезе
Саббьо-Кьезе (итал. Sabbio Chiese) — коммуна в Италии, располагается в провинции Брешиа области Ломбардия.
Население составляет 3172 человека, плотность населения составляет 176 чел./км². Занимает площадь 18 км². Почтовый индекс — 25070. Телефонный код — 0365.
Покровителем коммуны почитается святой архангел Михаил, празднование 29 сентября.